# Музей Рима в Трастевере
Музей Рима (Museo di Roma in Trastevere) — музей в римском районе Трастевере, посвящённый истории города Рима в период упадка Папской области (конец XVIII и первые две трети XIX века). Занимает здание бывшего кармелитского монастыря, существовавшего с 1610 года вплоть до присоединения Папской области к новообразованному Итальянскому королевству (1870).
В 1875 году монастырский корпус переходит во владение коммуны города Рима. Позже, с 1918 года, в здании располагался санаторий для детей имени Этторе Маркиафава, специалиста по лечению малярии. В 1970 году, после реставрации, здание бывшего монастыря было перепрофилировано под «Музей фольклора и римских поэтов», став дидактическим отделом Музея города Рима. Здесь были собраны экспонаты, относящиеся к жизни и культуре римских жителей в период XVIII—XIX веков, ранее хранившиеся в городском кабинете печати и в музее палаццо Браски. Впоследствии здание монастыря было повторно отреставрировано, вследствие чего появилось дополнительное пространство для временных выставок, концертный зал и зал для собраний. В летние месяцы во внутреннем дворике организуются концерты и спектакли.
В трастеверском музее есть возможность увидеть Рим глазами описывавших его Шатобриана, Гоголя, Диккенса и их современников-римлян. Историческое ядро коллекции состоит из реконструкций жизни и быта римлян XIX века, так называемых «римских стен». Эти реконструкции созданы из костюмированных манекенов, сцены представляют сальтареллу, кабак, аптеку, играющего на дудке, повозку с вином, переписчика. В музее выставлены акварели Этторе Розлера Франца (собственность города Рима с 1883 года), в том числе ведуты с изображением видов в районе площади Венеция, римского гетто, Борго, Трастевере, Монти, набережной Тибра.